# Quốc huy Cộng hòa Xã hội chủ nghĩa Xô viết Latvia
Quốc huy Cộng hoà Xã hội chủ nghĩa Xô viết Latvia đã được thông qua vào ngày 25 tháng 8 năm 1940 bởi chính phủ của Latvia Xô viết.  Nó được dựa trên biểu tượng của Liên Xô.  Nó có các biểu tượng của nông nghiệp (lúa mì) và văn hóa hàng hải của Latvia (hoàng hôn trên Biển Baltic). Ngôi sao đỏ cũng như búa liềm tượng trưng cho chiến thắng của chủ nghĩa cộng sản và "cộng đồng xã hội chủ nghĩa toàn thế giới".
Quốc huy mang khẩu hiệu của Liên bang Xô viết ("Vô sản toàn thế giới, đoàn kết lại!") bằng cả tiếng Latvia (Visu zemju proletārieši, savienojieties!) và tiếng Nga.
Tên của Latvia Xô viết chỉ được viết bằng tiếng Latvia và đọc là Latvijas PSR, "PSR" là từ viết tắt của Padomju Sociālistiskā Republika, hay Cộng hòa Xã hội chủ nghĩa Xô viết.
Cho đến năm 1978, một ngôi sao vàng đã được sử dụng trong quốc huy.
Quốc huy Latvia đã được phục hồi vào năm 1990.
Việc sử dụng và trưng bày Quốc huy của Latvia Xô viết hiện đang bị cấm ở Latvia và do luật pháp phê duyệt vào năm 2013.

## Lịch sử

Cộng hòa Xã hội chủ nghĩa Xô viết Latvia (1940 - 1978)Cộng hòa Xã hội chủ nghĩa Xô viết Latvia (1940 - 1978)
Cộng hòa Xã hội chủ nghĩa Xô viết Latvia